# 武進士
武進士是中國古代在文科舉之外另外一種選拔武官的考試的出身制度。
以清代為例，在鄉試文科舉行之後的兩個月，即於同年十月開武科鄉試。其內容分內、外兩場。外場試學射、步射、技勇等，內場默寫武經。在實施過程中是以外場為主。
會試也有武科，於鄉試武試的同年九月舉行。各省的武舉人參加，其考試的內容與鄉試武試同。主試武試名額無定員，臨時根據外場合格情況請旨定奪。通過會試的貢士，取得參加殿試的資格。
武貢士在複試之後參加殿試。殿試可分為三日：第一日試馬步箭，第二日試弓刀石，第三日帶領引見，等候欽定甲第。武進士殿試經欽定御批，分為三甲：第一甲賜武進士及第，第一名為武狀元，第二名為武榜眼，第三名為武探花，第二甲賜武進士出身，第三甲賜同武進士出身。

## 越南武進士
越南武舉於後黎朝保泰四年（1723年）由鄭主始設，但武會試、武殿試合併為博舉，中式者稱造士，至阮朝才改稱武進士。